# Décoration (art)
Pour les articles homonymes, voir Décoration.
La décoration, faisant référence aux arts décoratifs, permet d'embellir un objet ou une pièce. On peut décorer quelque chose en le peignant, en y collant des affiches, en accrochant des tableaux. Les Romains ont décoré leurs maisons avec des mosaïques (en allant à Pompéi, on retrouve des mosaïques qui datent de la Rome antique), des peintures murales ou des trompe-l'œil.
La décoration peut s'appliquer aux affiches, aux meubles, aux vases, aux tableaux, aux papier peint, à la peinture, à la moquette, aux objets. On peut même se décorer soi-même avec des tatouages, des piercings. On dit aussi « décorer un sapin de Noël ».
Au théâtre et au cinéma, la décoration de l'espace scénique (le décor de la pièce) est réalisée par un spécialiste, le décorateur, qui se charge de concilier les exigences du metteur en scène avec sa propre conception d'artiste pour créer le cadre dans lequel les acteurs vont évoluer. Certains artistes réputés ont réalisé des décors de pièces de théâtre, de ballets ou d'opéras.

## En architecture
En Grèce Antique à partir du VIe siècle av. J.-C.  le Théâtre grec est issu des cérémonies religieuses, il comporte l'autel des rituels au centre de l'orchestre où les acteurs jouent, ils sortent d'une construction à murs peints ou d'une tente, appelée skene, devenue la scène. 

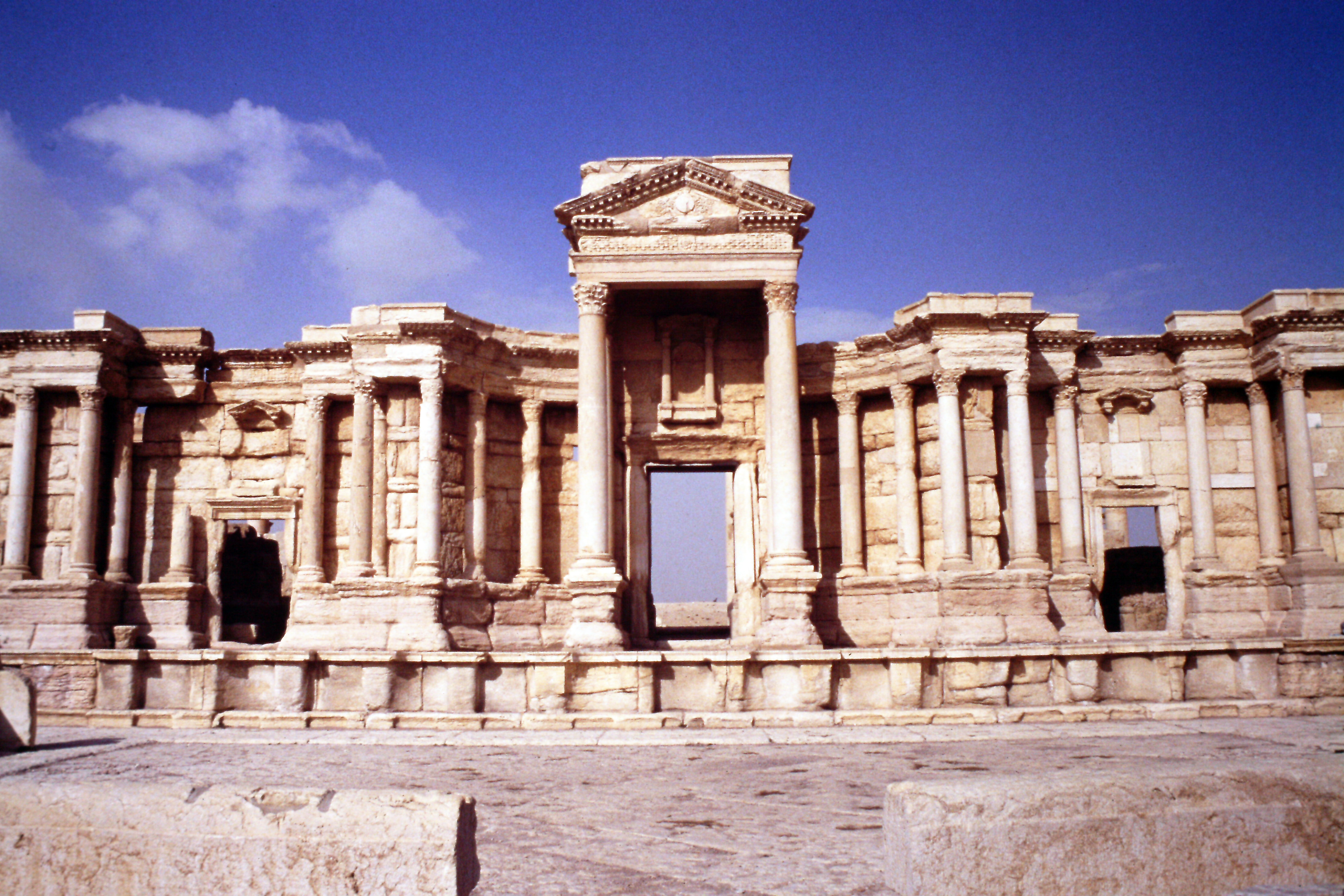
La scène du Théâtre romain de Palmyre en Syrie.

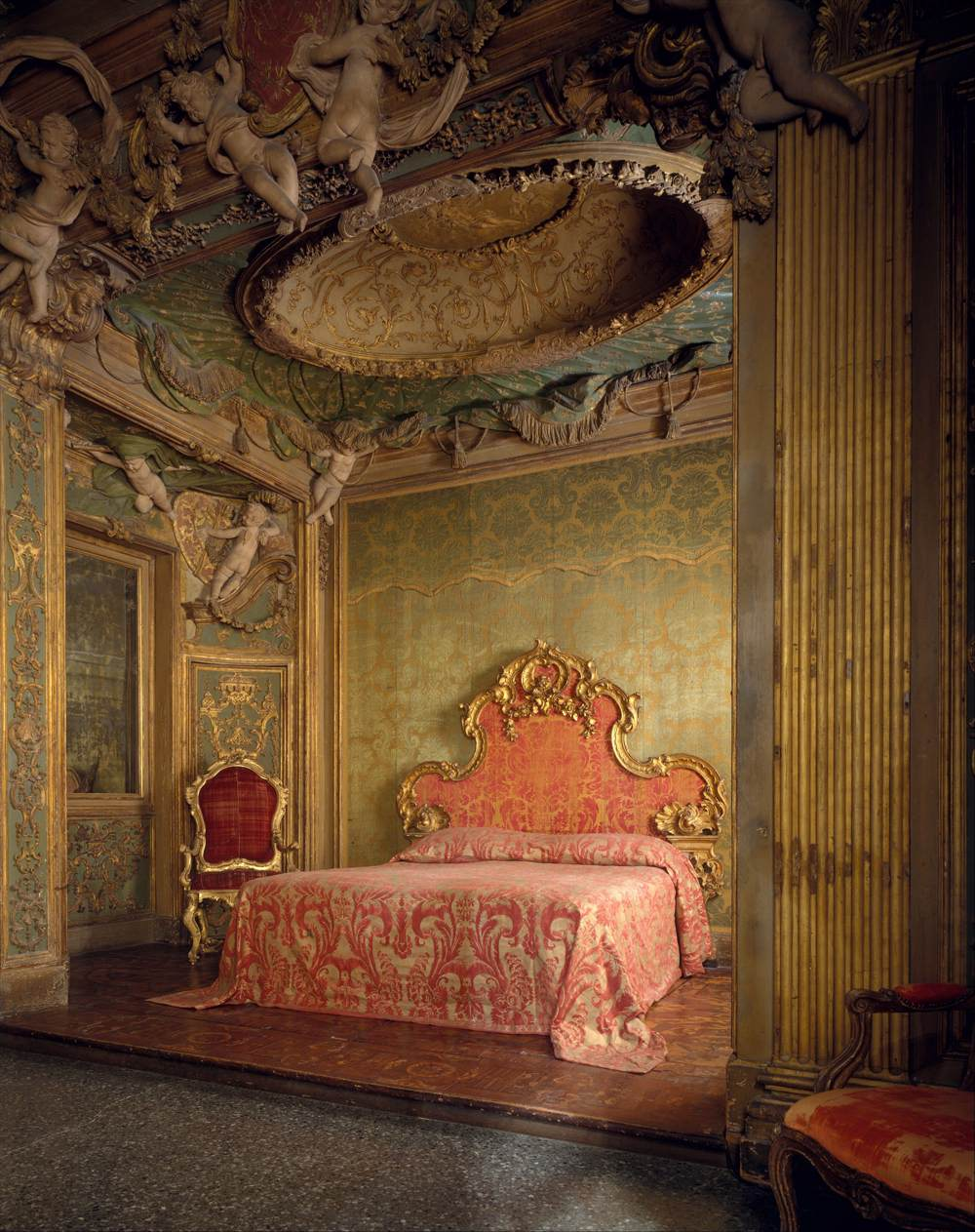
Chambre à coucher du Palazzo Sagredo, Venise, Abbondio Stazio of Massagno, Carpoforo Mazzetti, 1718 - Reconstruction au Metropolitan Museum of Art

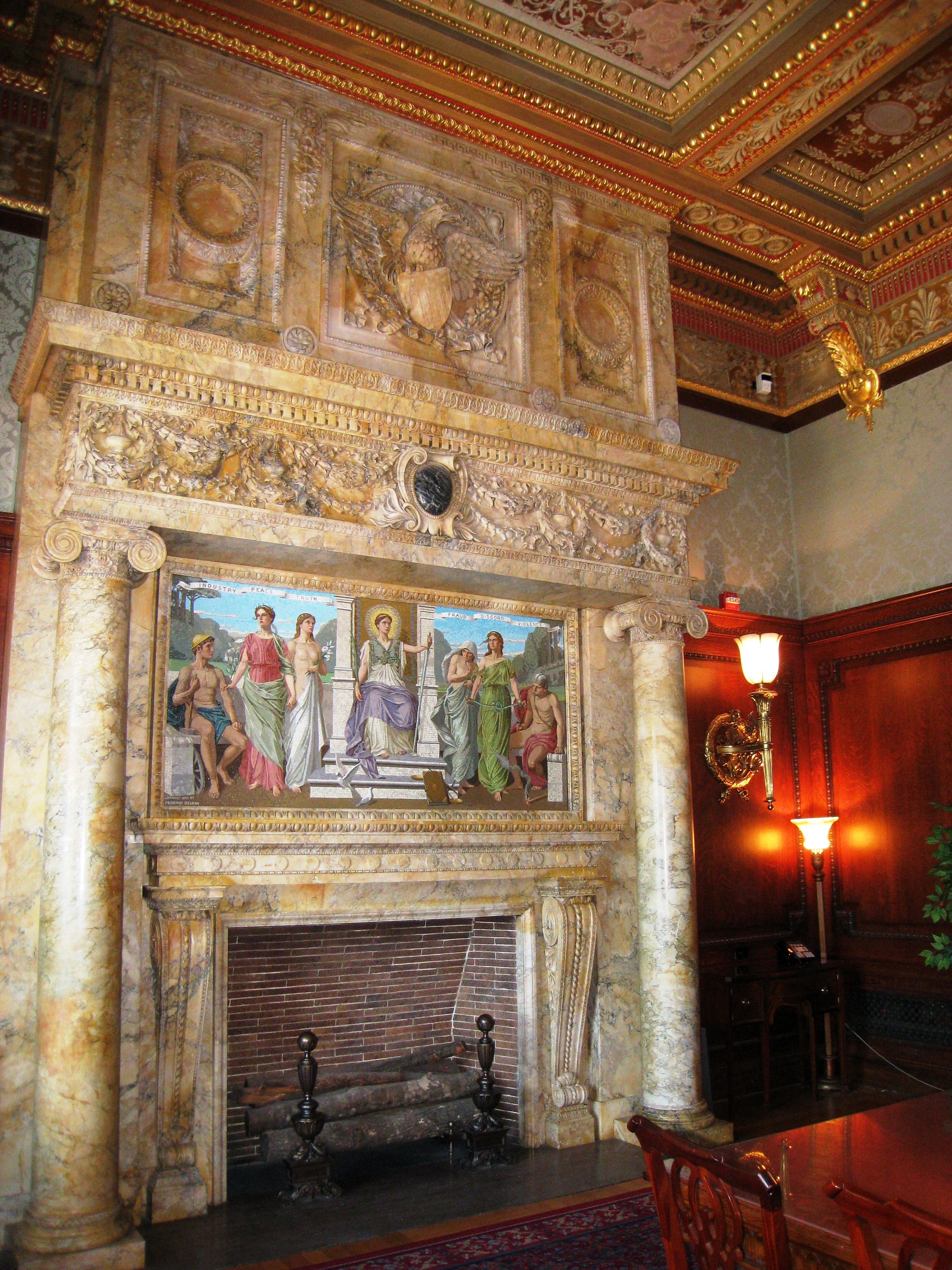
Thomas Jefferson Building, Bibliothèque du Congrès, Washington.

Dans l'Empire Romain, à partir du IIe siècle av. J.-C.  le Théâtre n'a plus d'autel au centre de l'orchestre, la scène était couverte, au fond était un mur sculpté avec des ornements rappelant le cadre de vie réelle comportant plusieurs baies pour les entrées et sorties d'acteurs.
Le décor et la décoration se disent surtout des travaux d'ornement, peinture, tapisserie et tapissage, sculpture (stuc, staf, etc.) et dorure qui ornaient un édifice, un appartement.
Le décor d'intérieur se partageait en une infinité de branches libérales et mécaniques et pouvait échoir aussi bien à des artisans (menuisiers, peintres ornemanistes, peintres de décor et sculpteurs ornemanistes, tapissiers, etc.) qu'à des artistes proprement dits (peintres et sculpteurs figuristes, architectes).
La peinture de décor s'appliquait à feindre des matériaux comme le bois le marbre, le granit, le bronze et les assises de pierre. Le doreur rehaussait les moulures de feuilles d'or.
Le salon des artistes décorateurs est associé à ce mouvement.
Le modernisme aura raison de cette approche du décor tel qu'elle prévalait encore début XXe siècle.
Les métiers de décorateur d'intérieur ou d'architectes d'intérieurs procèdent des arts décoratifs

### Décoration architecturale
- Architecture d'intérieur
- Bas relief
- Cimaise
- Colonne
- Corniche
- Enluminure
- Grecque
- Moulure
- Ornement
- Péristyle
- Style
- Poste (architecture)
- Métalisation du plastique, plaqué or